# Veguellina de Órbigo
Veguellina de Órbigo es una localidad española del municipio de Villarejo de Órbigo, en la provincia de León, comunidad autónoma de Castilla y León. Se encuentra en el cruce del río Órbigo con la línea de ferrocarril León-La Coruña, cerca de la Autopista León-Astorga, la N-120 y el Camino de Santiago.

## Geografía

### Ubicación
| Noroeste: Villarejo de Órbigo  | Norte: Hospital de Órbigo | Noreste: San Pedro de Pegas   |
| Oeste: Estébanez de la Calzada |                           | Este: Castrillo de San Pelayo |
| Suroeste Posadilla de la Vega  | Sur: Villoria de Órbigo   | Sureste: San Pelayo           |

## Historia

#### Edad media
Las primeras referencias a Veguellina se encuentran en unos documentos del siglo XIII, concretamente del año 1260. Momento histórico en el que está desarrollándose la repoblación de las tierras del Órbigo llevada a cabo por los reyes de León. Aunque han aparecido vestigios que indican que su poblamiento fue mucho más antiguo: la espada de bronce mellada encontrada en Veguellina y los restos arqueológicos recientemente aparecidos en la cercana Villoria, son procedentes de la época romana.

#### Edad Moderna
A partir del siglo XV se integra en la Jurisdicción de Benavides, al pasar al dominio de los conde de Luna, hecho que sucede con Diego Fernández de Quiñones, primer conde de Luna. La historia de Veguellina y todo el municipio va a transcurrir apaciblemente, ligada a la agricultura y la ganadería, en muy poco diferenciada de la vida de las comunidades de los pueblos cercanos y limítrofes. Así, cuando Madoz elabora su famosa encuesta desamortizadora, la única producción económica estaba relacionada con la agricultura, la ganadería y los productos fluviales.

#### SigloXIX
A finales del siglo XIX la entrada en funcionamiento del ferrocarril entre León y Astorga, con el construcción de un apeadero en Veguellina de Órbigo, marcaría un antes y un después en la localidad. El 31 de diciembre de 1870, el primer tren para en esta estación. Este hecho va a transformar no sólo la vida económica de la comarca, sino también la fisonomía urbana del municipio creándose alrededor de la estación el llamado "Barrio de la Estación".
En 1890, el entonces alcalde D. Mariano Fernández Balbuena Gironda crea un mercado semanal de ganado, que se celebrará los viernes, iniciando así un acontecimiento económico que se prolongará hasta bien entrados los años sesenta.
En 1898 comienzan los trabajos de la que será fábrica azucarera. La Sociedad Azucarera Leonesa comenzará las campañas de recogida de remolacha y fabricación de azúcar en 1900. Cien años más tarde, en 1998, se producirá el cierre de esta factoría. La Azucarera ha marcado la economía del municipio y de la provincia, a la vez que impulsó el desarrollo urbano de Veguellina, que se transformó en el núcleo de población más importante de todo el municipio.

#### SigloXX
En los años veinte Veguellina conoce una serie de mejoras importantes, entre ellas la llegada del Telégrafo, del Teléfono y la construcción del cuartel de la Guardia Civil.
Hacia 1930 iniciaba su actividad la fábrica de transformación del lino, la "Linera". Su objetivo era el aprovechamiento del lino, cultivo tradicional de toda la ribera del Órbigo. La Linera cerró sus puertas en los años sesenta. También por aquellas fechas se construía el puente sobre el río Órbigo para unir las comarcas del Páramo y de la Ribera.
La actividad agraria conocerá una profunda transformación con la entrada en funcionamiento del sistema de riegos del Órbigo. Favoreció el cultivo de la remolacha y de otros productos agrarios, a la vez que impulsó la producción agraria en el Páramo. En 1952 se firmó en Veguellina el acta fundacional del Sindicato de Riegos del Órbigo y un año más tarde, el Ayuntamiento decidía oficializar una incipiente feria agrícola y ganadera: nacía así la Feria del Carmen, también llamada Feria del Ajo, que desde entonces se celebra todos los 16 de julio.
El 24 de octubre del año 1961 se crea el instituto de Veguellina de Órbigo, el primer curso escolar fue impartido el los años 1961/1962.Durante varios años dependió del instituto leonés "Padre Isla" y más tarde de Astorga. En un inicio no constaba de nombre propio y se le denominaba "instituto de enseñanza elemental" y luego "instituto de enseñanza media". En junio de 1995  adopta el nombre de "Río Órbigo" siendo ya un instituto de enseñanza secundaria.
Los años setenta conocen el definitivo asentamiento de Veguellina como núcleo de servicios comarcal. Se crea el instituto nacional de enseñanza media, se construye el colegio de enseñanza infantil y primaria y el polideportivo municipal. Son los años de mayor población y de la creación de una infraestructura comercial y de servicios que le da la personalidad que hoy tiene. Los años ochenta verán la consolidación de la infraestructura turística y de ocio: la entrada en funcionamiento de las piscinas y del camping municipales significan un impulso importante para este sector en el municipio.

## Demografía
Evolución de la población
| Gráfica de evolución demográfica de Veguellina de Órbigo entre 2000 y 2023               |
|                                                                                          |
| Población de derecho (2000-2023) según el Padrón Continuo por Unidad Poblacional del INE |

## Economía

#### Sector primario
Antes de la llegada del ferrocarril y la industria tenía principalmente actividad agrícola y ganadera que se conserva hoy.

#### Sector secundario
Fue un importante centro industrial en la zona durante el siglo XX, llegando a contar con dos grandes fábricas: azucarera y linera. Todo ello gracias, en gran parte, a la construcción de la estación de tren de la línea ferroviaria que une Madrid y La Coruña
El cierre a finales de siglo de la fábrica azucarera dio un duro golpe a esta tradición, provocando el traslado de la industria a la localidad de La Bañeza. El sector carece del peso y la fuerza laboral para sustentar el pueblo como lo hizo en otros tiempos.
Actualmente la industria que debería de suplir el cierre se concentra en el pequeño Polígono Agroindustrial del Órbigo, en Villarejo de Órbigo. También a poca distancia de Veguellina se encuentran los Polígonos Industriales de La Bañeza, Astorga y Villadangos.

#### Sector terciario
Veguellina es un importante centro de servicios para los pueblos de la zona proporcionando servicios educativos, supermercados, farmacias, peluquerías, papelerías...

## Transporte y comunicaciones

#### Ferrocarril
La línea León-La Coruña cruza la localidad de este a oeste con un paso a nivel en el centro de la localidad.
Cuenta con una estación que enlaza mediante servicios de media distancia y larga distancia con Astorga, León, Ponferrada, Valladolid y Madrid.

#### Autobús
Cuenta con varias paradas de la compañía ALSA pudiendo viajar a las estaciones de Astorga, La Bañeza, Santa María del Páramo y León
Estas mismas rutas tienen paradas en localidades más cercanas como Villoria, Hospital, Benavides, Carrizo o Villadangos.

#### Red Viaria
Cuenta con un acceso a la Autopista León-Astorga  AP-71  en la entrada norte del pueblo por la  LE-420 .
La  N-120  es accesible mediante los accesos en los pueblos vecinos de Hospital, Villarejo y Estébanez.
| Identificador | Denominación           | Itinerario                                            |
| ------------- | ---------------------- | ----------------------------------------------------- |
| AP-71         | Autopista León-Astorga | De LE-20 en León a A-6 en Astorga                     |
| LE-420        | Carretera provincial   | De N-6 en La Bañeza a CL-626 en La Magdalena          |
| LE-6427       | Carretera provincial   | De N-120 por Estébanez a Veguellina                   |
| LE-6430       | Carretera provincial   | De N-6 en Riego de la Vega por Posadilla a Veguellina |
| LE-6434       | Carretera provincial   | De N-120 por Villarejo a Veguellina                   |
| LE-6520       | Carretera provincial   | De CL-621 en Matalobos a Veguellina                   |

La carretera La Bañeza-La Magdalena  LE-420  cruza la localidad de norte a sur y vertebra la localidad. Cuenta con una variante que salva el paso a nivel ferroviario y el centro urbano por el este.

## Sanidad
Cuenta con un consultorio médico abierto todas las mañanas de lunes a viernes dependiente del Centro de Salud de la Ribera del Órbigo, en Benavides a 10 km, dónde cuentan con servicio de urgencias. El hospital más cercano es el Hospital de León, a 35 kilómetros. 

## Educación
La localidad cubre todas las necesidades educativas de niños y jóvenes pudiendo estudiar las etapas de Infantil, Primaria, ESO y Bachillerato, además del Ciclo de Grado Medio de Comercialización de productos alimentarios.
- Escuela de Educación Infantil Soletes[6]
- Centro de Educación Infantil y Primaria Martín Monreal[7]
- Instituto de Enseñanza Secundaria "Río Órbigo"[8]

Adicionalmente cuenta con escuela municipal de música, que ofrece formación musical a alumnos de todas las edades.La biblioteca del instituto sirve como biblioteca municipal abriendo de lunes a viernes por las tardes. También disfruta del servicio de bibliobús proporcionado por el Instituto Leonés de Cultura.

## Cultura
La Asociación musical "Sones del Órbigo" nace de los alumnos de la escuela municipal de música. Esta agrupación ofrece conciertos durante todo el año (Santa Cecilia, Navidad, Semana Santa...), participan en eventos como la Semana Santa de Zamora o diversos encuentros de bandas por toda la geografía nacional, además de organizar el Festival de Bandas de Música de Veguellina de Órbigo
El grupo de bailes regionales La Barbacana, de Villoria de Órbigo, suele desarrollar sus actividades en Veguellina organizando el Festival Folclórico de Veguellina de Órbigo.
La Coral Órbigo se disolvió por falta de relevo de sus integrantes.
El Urbikoa Festival, nacido en 2021, es un festival gratuito que convierte a la localidad en el epicentro de la música alternativa el primer fin de semana de agosto.
El Festival de Cortometrajes "Luna de Cortos" nace en 2014 en la localidad para trasladarse a Riego de la Vega en 2020 por falta de apoyo municipal.

## Patrimonio arquitectónico

### Barrio del pueblo
- Arquitectura tradicional: diversas representaciones de elementos tradicionales como patios, balcones, portones o galerías acristaladas
- Iglesia de San Juan Evangelista (siglo XVIII)

### Barrio de la estación
- Estación de tren (1866)
- Azucarera Leonesa (1898)
- Iglesia de Nuestra Señora del Carmen

## Festividades y eventos

### Festividades
- Fiestas de San Juan Evangelista (barrio pueblo): octava del corpus (mayo-junio)
- Feria Agroganadera y del Ajo: 16 de julio
- Fiestas del Carmen (barrio estación): fin de semana siguiente al 16 de julio

### Eventos
- Mercado semanal: todos los viernes del año.
- Poesía a orillas del Órbigo: semanalmente los meses de verano.
- Concentración de Motos "Motajos": primer fin de semana de julio.
- Torneo Streetball 3x3: finales de julio.
- Festival de Bandas de música: último fin de semana de julio.
- Urbikoa Festival: primer fin de semana de agosto.
- Torneo Vóley-Playa: primer fin de semana de agosto.

Anteriormente se han celebrado eventos como el Certamen Nacional de piano: "Música en el Río del Oro" (2012), el Carmencita Festival(2014), el Festival Luna de Cortos (2020) o el Festival del Rabel Leonés (2022).

## Deporte
Veguellina disfruta de un polideportivo municipal compuesto de piscinas, campos de futbol, tenis, pádel, vóley-playa, baloncesto, futbol sala y frontón situado a orillas del río Órbigo.
Cuenta también con gimnasio y un pabellón para la disputa de partidos de baloncesto, ping-pong y fútbol-sala.
Veguellina tiene una escuela y equipo de fútbol llamado Veguellina FC, cuyo equipo sénior ha llegado a estar en primera división regional y que tiene equipos en todas las categorías. Juegan en el polideportivo municipal.
El Torneo Streetball 3x3, creado en 1993, es el más el más antiguo en su formato del noroeste peninsular.Poco después, en 1999 se creó el Torneo de Vóley-Playa.
En los últimos años se ha popularizado el Descenso del Órbigo los meses de verano.